# مراد ناظری
مراد ناظری (زادهٔ ۲۸ فروردین ۱۳۷۴ در مازندران) بازیکن فوتسال اهل ایران است. وی در حال حاضر برای تیم باشگاه فوتبال آلومینیوم اراک و تیم ملی ایران بازی می‌کند.
وی در سال ۲۰۲۲ لژیونر شد.